# Carl Ramsten
Carl Henrik Ramsten, född den 30 april 1842 i Göteborg, död den 31 december 1914 i Malmö, var en svensk sjömilitär.
Ramsten blev sekundlöjtnant vid flottan 1860 och löjtnant där 1866. Han beviljades avsked ur aktiv tjänst 1870 för att istället bli lotslöjtnant och chef för Landskrona fördelning.  Ramsten var lotskapten och chef för Malmö fördelning 1881–1909. Han befordrades till kommendörkapten i flottan 1902. Ramsten var skeppsmätningskontrollör i Malmö från 1874. Han var ledamot från 1874 och ordförande från 1910 i direktionen för Navigationsskolan i Malmö. Ramsten invaldes som ledamot av Örlogsmannasällskapet 1869. Han blev riddare av Vasaorden 1880 och av Svärdsorden 1891. Ramsten är begravd på Sankt Pauli norra kyrkogård i Malmö.